# 新疆卷叶蛛
新疆卷叶蛛（学名：Dictyna xinjiangensis）为卷叶蛛科卷叶蛛属的动物。在中国大陆，分布于新疆等地，常栖息于草丛和棉田。该物种的模式产地在新疆。